# Quy Nhơnbaai

Kaart van Quy Nhơn met in het zuiden de Quy Nhơnbaai, in het noorden de Thi Nai-lagune en in het oosten het Phuong Maischiereiland

De Quy Nhơnbaai is een baai ter hoogte van de Vietnamese provincie Bình Định. De baai is vernoemd naar de provinciehoofdstad Quy Nhơn en is een onderdeel van de Zuid-Chinese Zee.
De baai is 27 kilometer lang van noord naar zuid en is ondiep. In het noorden van de baai liggen de haven van Quy Nhơn en het Phuong Maischiereiland. Tussen beide ligt de ingang van de Thi Nai-lagune. Langs de baai wordt aan visserij gedaan.